# Challes-la-Montagne
Challes-la-Montagne är en kommun i departementet Ain i regionen Auvergne-Rhône-Alpes i östra Frankrike. Kommunen ligger  i kantonen Poncin som ligger i arrondissementet Nantua. Kommunens areal är 7,65 km². År 2022 hade Challes-la-Montagne 185 invånare.

## Befolkningsutveckling
Antalet invånare i kommunen Challes-la-Montagne
Referens: INSEE